# Im Westen nichts Neues (2022)
Im Westen nichts Neues (Nederlands: Van het westelijk front geen nieuws; Engels: All Quiet on the Western Front) is een Duitse oorlogsfilm uit 2022 onder regie van Edward Berger. Het scenario is gebaseerd op de gelijknamige Duitse roman uit 1929 van de Duitse auteur Erich Maria Remarque. Twee eerdere Amerikaanse filmadaptaties kwamen uit in 1930 en 1979.

## Verhaal
In het voorlaatste jaar van de Eerste Wereldoorlog sluiten de 17-jarige Paul Bäumer en zijn klasgenoten zich uit vaderlandsliefde aan bij het leger van het Duitse keizerrijk, maar ondervinden al snel dat de rauwe realiteit van oorlog weinig met heroïek te maken heeft.

## Rolverdeling
| Acteur                   | Personage                    |
| ------------------------ | ---------------------------- |
| Felix Kammerer           | Paul Bäumer                  |
| Albrecht Schuch          | Stanislaus Katczinsky        |
| Aaron Hilmer             | Albert Kropp                 |
| Moritz Klaus             | Franz Müller                 |
| Adrian Grünewald         | Ludwig Behm                  |
| Edin Hasanovic           | Tjaden Stackfleet            |
| Daniel Brühl             | Matthias Erzberger           |
| Thibault de Montalembert | General Ferdinand Foch       |
| Devid Striesow           | General Friedrichs           |
| Andreas Döhler           | Leutnant Hoppe               |
| Sebastian Hülk           | Major Von Brixdorf           |
| Luc Feit                 | Stabsarzt                    |
| Michael Wittenborn       | Rektor                       |
| Michael Stange           | Musterungsoffizier           |
| Sascha Nathan            | Graf Von Oberndorff          |
| Tobias Langhoff          | Generalmajor Von Winterfeldt |
| Anton von Lucke          | Hauptmann Von Helldorf       |
| Michael Pitthan          | Kapitän Ernst Von Vanselow   |

## Première
De film ging op 12 september 2022 in première op het Toronto filmfestival.  Op 28 oktober 2022 werd de film internationaal gelanceerd op de streamingdienst Netflix.

## Ontvangst
De film werd positief ontvangen door critici en werd gekozen als de Duitse inzending voor de Oscars in 2023.

## Prijzen en nominaties
De belangrijkste:
| Jaar | Prijs                      | Categorie                     | Genomineerde(n)                                                        | Uitslag     |
| ---- | -------------------------- | ----------------------------- | ---------------------------------------------------------------------- | ----------- |
| 2023 | Golden Globe               | Beste film – niet-Engelstalig | Beste film – niet-Engelstalig                                          | Genomineerd |
| 2023 | Critics Choice Award       | Beste niet-Engelstalige film  | Beste niet-Engelstalige film                                           | Genomineerd |
| 2023 | British Academy Film Award | Beste film                    | Beste film                                                             | Gewonnen    |
| 2023 | British Academy Film Award | Beste regisseur               | Edward Berger                                                          | Gewonnen    |
| 2023 | British Academy Film Award | Beste bewerkte scenario       | Edward Berger, Lesley Paterson & Ian Stokell                           | Gewonnen    |
| 2023 | British Academy Film Award | Beste mannelijke bijrol       | Albrecht Schuch                                                        | Genomineerd |
| 2023 | British Academy Film Award | Beste niet-Engelstalige film  | Beste niet-Engelstalige film                                           | Gewonnen    |
| 2023 | British Academy Film Award | Beste originele muziek        | Volker Bertelmann                                                      | Gewonnen    |
| 2023 | British Academy Film Award | Beste casting                 | Simone Bär                                                             | Genomineerd |
| 2023 | British Academy Film Award | Beste cinematografie          | James Friend                                                           | Gewonnen    |
| 2023 | British Academy Film Award | Beste montage                 | Sven Budelmann                                                         | Genomineerd |
| 2023 | British Academy Film Award | Beste productieontwerp        | Christian M. Goldbeck & Ernestine Hipper                               | Genomineerd |
| 2023 | British Academy Film Award | Beste kostuumontwerp          | Lisy Christl                                                           | Genomineerd |
| 2023 | British Academy Film Award | Beste grime en haar           | Heike Merker                                                           | Genomineerd |
| 2023 | British Academy Film Award | Beste geluid                  | Lars Ginzsel, Frank Kruse, Viktor Prášil & Markus Stemler              | Gewonnen    |
| 2023 | British Academy Film Award | Beste visuele effecten        | Markus Frank, Kamil Jafar, Viktor Müller & Frank Petzold               | Genomineerd |
| 2023 | Academy Awards (Oscars)    | Beste film                    | Beste film                                                             | Genomineerd |
| 2023 | Academy Awards (Oscars)    | Beste bewerkte scenario       | Edward Berger, Lesley Paterson & Ian Stokell                           | Genomineerd |
| 2023 | Academy Awards (Oscars)    | Beste internationale film     | Beste internationale film                                              | Gewonnen    |
| 2023 | Academy Awards (Oscars)    | Beste camerawerk              | James Friend                                                           | Gewonnen    |
| 2023 | Academy Awards (Oscars)    | Beste productieontwerp        | Christian M. Goldbeck & Ernestine Hipper                               | Gewonnen    |
| 2023 | Academy Awards (Oscars)    | Beste originele muziek        | Volker Bertelmann                                                      | Gewonnen    |
| 2023 | Academy Awards (Oscars)    | Beste geluid                  | Viktor Prášil, Frank Kruse, Markus Stemler, Lars Ginzel & Stefan Korte | Genomineerd |
| 2023 | Academy Awards (Oscars)    | Beste visuele effecten        | Frank Petzold, Viktor Müller, Markus Frank & Kamil Jafar               | Genomineerd |
| 2023 | Academy Awards (Oscars)    | Beste grime en haarstijl      | Heike Merker & Linda Eisenhamerová                                     | Genomineerd |